# Micronutriënt
Bij mensen is een micronutriënt een voedingsstof waarvan minder dan een gram per persoon per dag via voedsel wordt opgenomen. Micronutriënten zijn voedingsstoffen die het lichaam nodig heeft in kleine hoeveelheden voor de normale groei, ontwikkeling en functie van het lichaam. Ze zijn onmisbaar voor het behoud van een goede gezondheid en om ziekten te voorkomen. Micronutriënten omvatten vitamines, mineralen en spoorelementen.

## Voorbeelden
- Vitamines
- Mineralen
- Sporenelementen

## Voeding en micronutriënten
Het is belangrijk om een gevarieerde en evenwichtige voeding te hebben om voldoende micronutriënten binnen te krijgen. Een dieet dat rijk is aan verse groenten en fruit, volle granen, magere eiwitten en gezonde vetten bevat voldoende micronutriënten.